# Fußball-Club Sachsen Leipzig 1990 1999-2000
Questa voce raccoglie le informazioni riguardanti il Fußball-Club Sachsen Leipzig 1990 nelle competizioni ufficiali della stagione 1999-2000.

## Stagione
Nella stagione 1999-2000 il Sachsen Lipsia, allenato da Edi Stöhr e Volkan Uluc, concluse il campionato di Regionalliga nordest al 6º posto.

## Rosa
| N. |                                 | Ruolo | Calciatore           |
| -- | ------------------------------- | ----- | -------------------- |
| 3  | Germania (bandiera)             | D     | Andreas Schiemann    |
| 4  | Ungheria (bandiera)             | D     | Béla Virág           |
| 5  | Germania (bandiera)             | C     | Frank Rietschel      |
| 6  | Germania (bandiera)             | D     | Matthias Wentzel     |
| 10 | Bosnia ed Erzegovina (bandiera) | A     | Almir Filipović      |
| 12 | Rep. Ceca (bandiera)            | C     | Jiří Povišer         |
| 16 | Germania (bandiera)             | D     | Christoph Höche      |
| 18 | Bulgaria (bandiera)             | D     | Borislav Georgiev    |
| 23 | Rep. Ceca (bandiera)            | P     | René Twardzik        |
| 24 | Germania (bandiera)             | C     | Thomas Risch         |
|    | Germania (bandiera)             | P     | Ralf Eilenberger     |
|    | Germania (bandiera)             | P     | Frank Schöne         |
|    | Germania (bandiera)             | D     | David Bergner        |
|    | Germania (bandiera)             | D     | Marco Förster        |
|    | Germania (bandiera)             | D     | Steffen Hammermüller |

| N. |                        | Ruolo | Calciatore          |
| -- | ---------------------- | ----- | ------------------- |
|    | Germania (bandiera)    | D     | Holger Krauß        |
|    | Germania (bandiera)    | D     | Matthias Lindner    |
|    | Germania (bandiera)    | C     | Sven Baum           |
|    | Slovacchia (bandiera)  | C     | Rastislav Hodul     |
|    | Germania (bandiera)    | C     | Bernd Santl         |
|    | Bulgaria (bandiera)    | C     | Nikolai Stanchev    |
|    | Germania (bandiera)    | A     | Markus Aerdken      |
|    | Stati Uniti (bandiera) | A     | Joshua Houle        |
|    | Croazia (bandiera)     | A     | Boris Lucic         |
|    | Bulgaria (bandiera)    | A     | Valentin Stanchev   |
|    | Polonia (bandiera)     | A     | Tomasz Suwary       |
|    | Svezia (bandiera)      | A     | Gabriel Valencia    |
|    | Germania (bandiera)    | A     | Sascha Zieme        |
|    | Germania (bandiera)    | A     | Matthias Zimmerling |

## Organigramma societario
Area tecnica
- Allenatore: Volkan Uluc
- Allenatore in seconda:
- Preparatore dei portieri:
- Preparatori atletici:
- Analisi video:

## Calciomercato

### Sessione estiva
| Acquisti | Acquisti            | Acquisti           | Acquisti |
| R.       | Nome                | da                 | Modalità |
| -------- | ------------------- | ------------------ | -------- |
| C        | Nikolai Stanchev    | Spartak Varna      |          |
| A        | Valentin Stanchev   | Spartak Varna      |          |
| D        | David Bergner       | Union Berlino      |          |
| D        | Borislav Georgiev   | Spartak Varna      |          |
| D        | Christoph Höche     | Spandauer          |          |
| C        | Jiří Povišer        | Dyn. Č. Budějovice |          |
| C        | Bernd Santl         | Kickers Stoccarda  |          |
| D        | Andreas Schiemann   | Spandauer          |          |
| P        | René Twardzik       | Opava              |          |
| D        | Matthias Wentzel    | Carl Zeiss Jena    |          |
| A        | Sascha Zieme        | Spandauer          |          |
| A        | Matthias Zimmerling | Kärnten            |          |

| Cessioni | Cessioni         | Cessioni                 | Cessioni |
| R.       | Nome             | a                        | Modalità |
| -------- | ---------------- | ------------------------ | -------- |
| C        | Mark Gerloff     | Lokomotive Lipsia        |          |
| D        | Jens Keilwerth   | VfL Halle 1896           |          |
| A        | Maik Eidtner     | Eisenhüttenstädter Stahl |          |
| C        | Stefan Hofmüller | SV Merseburg 99          |          |
| A        | Ronny Ledwoch    | Eilenburg                |          |
| A        | Holger Lischke   | Carl Zeiss Jena          |          |
| D        | Marco Lotz       | Bornaer SV               |          |
| D        | Roman Müller     | Babelsberg               |          |
| P        | Marco Sejna      | LR Ahlen                 |          |

### Sessione invernale
| Acquisti | Acquisti         | Acquisti        | Acquisti |
| R.       | Nome             | da              | Modalità |
| -------- | ---------------- | --------------- | -------- |
| P        | Ralf Eilenberger | Oldenburg       |          |
| A        | Tomasz Suwary    | Śląsk Breslavia |          |

| Cessioni | Cessioni | Cessioni | Cessioni |
| R.       | Nome     | a        | Modalità |
| -------- | -------- | -------- | -------- |

## Risultati

### Regionalliga nordest

#### Girone di andata
| Arbitro: | Blumenstein |

|                         |           |            |
| Filipović 23’ Lucic 40’ | Marcatori | 2’ Miftari |

| Arbitro: | Voigt |

|                      |           |                                     |
| Kubis 17’ Spasov 78’ | Marcatori | 49’ Bergner 57’ Lucic 89’ Filipović |

| Arbitro: | Reck |

|                                       |           |  |
| Stanchev 44’ Zimmerling 54’, 61’, 85’ | Marcatori |  |

| Jena 25 agosto 1999, ore 19:00 CEST 4ª giornata | Carl Zeiss Jena | 0 – 0 referto | Sachsen Lipsia | Ernst-Abbe-Sportfeld (3 580 spett.)\| Arbitro: \| Sturm \| |
| Arbitro:                                        | Sturm           |               |                |                                                            |

| Lipsia 28 agosto 1999, ore 14:00 CEST 5ª giornata | Sachsen Lipsia | 0 – 0 referto | Union Berlino | Alfred-Kunze-Sportpark (5 467 spett.)\| Arbitro: \| Pleßke \| |
| Arbitro:                                          | Pleßke         |               |               |                                                               |

| Arbitro: | Binkowski |

|            |           |  |
| Murdza 85’ | Marcatori |  |

| Arbitro: | Robel |

|                          |           |          |
| Bergner 17’ Stanchev 36’ | Marcatori | 86’ Boer |

| Arbitro: | Kokel |

|                                                 |           |  |
| Sánchez 60’ (rig.), 62’ Marcetic 88’ Thomas 90’ | Marcatori |  |

| Arbitro: | Koop |

|                       |           |  |
| Bergner 48’ Virág 77’ | Marcatori |  |

| Arbitro: | Reimer |

|  |           |                                 |
|  | Marcatori | 7’ Schiemann 26’ (aut.) Coralic |

| Arbitro: | Weber |

|                            |           |  |
| Zimmerling 17’ Bergner 50’ | Marcatori |  |

| Arbitro: | Cyrklaff |

|                               |           |                |
| Ragne 12’ Daňko 49’ Milde 62’ | Marcatori | 36’ Zimmerling |

| Arbitro: | Häcker |

|                                                 |           |  |
| Bergner 10’ Schiemann 15’ Zimmerling 37’ (rig.) | Marcatori |  |

| Arbitro: | Scheibel |

|              |           |               |
| Biermann 16’ | Marcatori | 39’ Filipović |

| Arbitro: | Jauch |

|               |           |  |
| Filipović 52’ | Marcatori |  |

| Arbitro: | Heynemann |

|  |           |                |
|  | Marcatori | 59’ Zimmerling |

| Arbitro: | Melms |

|                                |           |         |
| Zimmerling 18’ März 22’ (aut.) | Marcatori | 27’ Lau |

#### Girone di ritorno
| Arbitro: | Kruse |

|                          |           |                        |
| Hölzel 4’ Dos Santos 81’ | Marcatori | 28’ Höche 65’ Stanchev |

| Arbitro: | Sax |

|                             |           |  |
| Filipović 42’ Schiemann 54’ | Marcatori |  |

| Arbitro: | Fleske |

|                                               |           |                                |
| Isa 7’ Tautenhahn 42’ Nowacki 68’ Kirsten 87’ | Marcatori | 71’ (rig.) Stanchev 81’ Suwary |

| Arbitro: | Heynemann |

|  |           |          |
|  | Marcatori | 4’ Mason |

| Arbitro: | Weise |

|           |           |               |
| Menze 87’ | Marcatori | 90’ Schiemann |

| Arbitro: | Reck |

|                                             |           |                                                       |
| Bergner 21’ Stanchev 46’, 47’ Schiemann 87’ | Marcatori | 31’ Murdza 49’ Förster 65’ Kremser 90’ (rig.) Danelia |

| Berlino 18 marzo 2000, ore 14:00 CET 24ª giornata | BFC Dynamo | 0 – 0 referto | Sachsen Lipsia | Friedrich-Ludwig-Jahn-Sportpark (1 050 spett.)\| Arbitro: \| Scheibel \| |
| Arbitro:                                          | Scheibel   |               |                |                                                                          |

| Arbitro: | Ruzik |

|               |           |  |
| Schiemann 87’ | Marcatori |  |

| Arbitro: | Fleischer |

|  |           |               |
|  | Marcatori | 82’ Schiemann |

| Arbitro: | Pleßke |

|               |           |                         |
| Schiemann 38’ | Marcatori | 48’ Taljević 83’ Jaekel |

| Magdeburgo 14 aprile 2000, ore 19:00 CEST 28ª giornata | Magdeburgo | 0 – 0 referto | Sachsen Lipsia | Ernst-Grube-Stadion (1 002 spett.)\| Arbitro: \| Ranft \| |
| Arbitro:                                               | Ranft      |               |                |                                                           |

| Arbitro: | Kokel |

|                      |           |  |
| Baum 2’ Stanchev 50’ | Marcatori |  |

| Arbitro: | Heynemann |

|                                  |           |               |
| Cramer 13’ (rig.) Hebestreit 72’ | Marcatori | 85’ Filipović |

| Arbitro: | Weber |

|                |           |              |
| Zimmerling 45’ | Marcatori | 2’, 50’ Marx |

| Arbitro: | Kruse |

|  |           |                                     |
|  | Marcatori | 68’ (rig.) Hammermüller 90’ Povišer |

| Lipsia 13 maggio 2000, ore 14:00 CEST 33ª giornata | Sachsen Lipsia | 0 – 0 referto | Dinamo Dresda | Alfred-Kunze-Sportpark (6 347 spett.)\| Arbitro: \| Gräfe \| |
| Arbitro:                                           | Gräfe          |               |               |                                                              |

| Arbitro: | Heynemann |

|                        |           |  |
| Lorenz 32’ Schmidt 84’ | Marcatori |  |

## Statistiche

### Statistiche di squadra
| Competizione         | Punti | In casa | In casa | In casa | In casa | In casa | In casa | In trasferta | In trasferta | In trasferta | In trasferta | In trasferta | In trasferta | Totale | Totale | Totale | Totale | Totale | Totale | DR  |
| Competizione         | Punti | G       | V       | N       | P       | Gf      | Gs      | G            | V            | N            | P            | Gf           | Gs           | G      | V      | N      | P      | Gf     | Gs     | DR  |
| -------------------- | ----- | ------- | ------- | ------- | ------- | ------- | ------- | ------------ | ------------ | ------------ | ------------ | ------------ | ------------ | ------ | ------ | ------ | ------ | ------ | ------ | --- |
| Regionalliga nordest | 57    | 17      | 11      | 3       | 3       | 29      | 12      | 17           | 5            | 6            | 6            | 17           | 22           | 34     | 16     | 9      | 9      | 46     | 34     | +12 |
| Totale               | 57    | 17      | 11      | 3       | 3       | 29      | 12      | 17           | 5            | 6            | 6            | 17           | 22           | 34     | 16     | 9      | 9      | 46     | 34     | +12 |

### Andamento in campionato
| Giornata  | 1 | 2 | 3 | 4 | 5 | 6 | 7 | 8 | 9 | 10 | 11 | 12 | 13 | 14 | 15 | 16 | 17 | 18 | 19 | 20 | 21 | 22 | 23 | 24 | 25 | 26 | 27 | 28 | 29 | 30 | 31 | 32 | 33 | 34 |
| --------- | - | - | - | - | - | - | - | - | - | -- | -- | -- | -- | -- | -- | -- | -- | -- | -- | -- | -- | -- | -- | -- | -- | -- | -- | -- | -- | -- | -- | -- | -- | -- |
| Luogo     | C | T | C | T | C | T | C | T | C | T  | C  | T  | C  | T  | C  | T  | C  | T  | C  | T  | C  | T  | C  | T  | C  | T  | C  | T  | C  | T  | C  | T  | C  | T  |
| Risultato | V | V | V | N | N | P | V | P | V | V  | V  | P  | V  | N  | V  | V  | V  | N  | V  | P  | P  | N  | N  | N  | V  | V  | P  | N  | V  | P  | P  | V  | N  | P  |
| Posizione | 5 | 1 | 1 | 2 | 2 | 4 | 2 | 4 | 2 | 3  | 2  | 3  | 2  | 4  | 4  | 2  | 2  | 2  | 2  | 4  | 4  | 4  | 4  | 3  | 2  | 2  | 4  | 4  | 4  | 4  | 4  | 4  | 5  | 6  |

Legenda:

Luogo: C = Casa; T = Trasferta. Risultato: V = Vittoria; N = Pareggio; P = Sconfitta.

### Statistiche dei giocatori
| M. Aerdken      | 0  | 0 | 0  | 0 |
| S. Baum         | 22 | 1 | 4  | 0 |
| D. Bergner      | 31 | 6 | 10 | 2 |
| R. Eilenberger  | 2  | 0 | 0  | 0 |
| A. Filipović    | 32 | 6 | 14 | 0 |
| M. Förster      | 5  | 0 | 0  | 0 |
| B. Georgiev     | 26 | 0 | 2  | 0 |
| M. Gerloff      | 1  | 0 | 0  | 0 |
| S. Hammermüller | 18 | 1 | 1  | 0 |
| R. Hodul        | 0  | 0 | 0  | 0 |
| J. Houle        | 2  | 0 | 0  | 0 |
| C. Höche        | 12 | 1 | 1  | 0 |
| J. Keilwerth    | 1  | 0 | 0  | 0 |
| H. Krauß        | 2  | 0 | 1  | 0 |
| M. Lindner      | 0  | 0 | 0  | 0 |
| B. Lucic        | 32 | 2 | 10 | 0 |
| J. Povišer      | 26 | 1 | 6  | 0 |
| F. Rietschel    | 31 | 0 | 5  | 0 |
| T. Risch        | 5  | 0 | 1  | 0 |
| B. Santl        | 13 | 0 | 2  | 0 |
| A. Schiemann    | 26 | 8 | 14 | 0 |
| F. Schöne       | 0  | 0 | 0  | 0 |
| N. Stanchev     | 14 | 1 | 4  | 0 |
| V. Stanchev     | 28 | 6 | 6  | 1 |
| T. Suwary       | 10 | 1 | 3  | 0 |
| R. Twardzik     | 32 | 0 | 1  | 0 |
| G. Valencia     | 5  | 0 | 1  | 0 |
| B. Virág        | 29 | 1 | 10 | 1 |
| M. Wentzel      | 31 | 0 | 9  | 0 |
| S. Zieme        | 2  | 0 | 0  | 0 |
| M. Zimmerling   | 23 | 9 | 2  | 0 |